# Viverra
Viverra är ett släkte i rovdjursfamiljen viverrider som består av fyra arter.
Det vetenskapliga släktnamnet är det latinska ordet för sibetkatt.
Dessa djur förekommer i Syd- och Sydostasien. Utbredningsområdet sträcker sig från Indien och södra Kina till Filippinerna och Borneo. Habitatet utgörs av skogar, busk- och gräsland, ofta i närheten av människans boplatser.
Arterna i släktet liknar kattdjur i utseende men skiljer sig från dessa genom ett spetsigt huvud och jämförelsevis långa extremiteter. Pälsen är lång och mjuk. Förlängda hår på ryggens mitt bildar ett slags man. Grundfärgen är grå med svarta prickar som skiljer sig i storlek beroende på arten. Även manen och extremiteterna är svarta. Halsen och svansen är täckt med svart-vita strimmor.

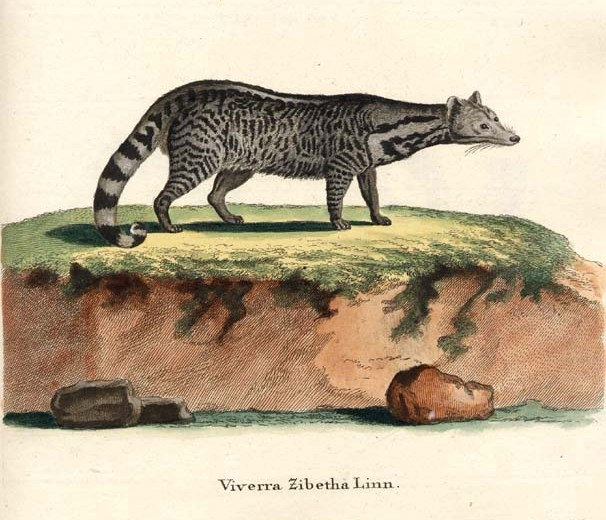
Viverra zibetha, teckning av Johann Christian Daniel von Schreber.

Arternas kroppslängd ligger mellan 59 och 95 centimeter, svanslängden mellan 30 och 48 centimeter och vikten mellan 5 och 11 kilogram.
Dessa djur lever vanligtvis på marken och klättrar bara i sällsynta fall i träd. De är uteslutande aktiva på natten och gömmer sig på dagen i tät undervegetation eller bon som lämnats av andra djur. Utanför parningstiden lever varje individ ensam. De har avgränsade revir som markeras med starkt luktande körtelvätska. Sekretet kallas sibetolja och används av parfymindustrin.
Arterna i släktet är skickliga jägare som fångar mindre däggdjur, fåglar, ormar, groddjur, insekter, fiskar och krabbor. Dessutom äter de i mindre mått frukter och rötter.
Honor kan para sig en eller två gånger per år och vanligtvis föds två eller tre ungar åt gången. Efter cirka en månad sluter honan att ge di. Medellivslängden i naturen uppskattas till 15 år. Enskilda individer i fångenskap blev 20 år gammal.
Konstgjord sibetolja produceras idag huvudsakligen i kemiska anläggningar och därför sjönk släktets betydelse för parfymindustrin. På grund av att flera arter är kulturföljare är de inte hotade i beståndet. Bara arten Viverra civettina förekommer i mindre än 250 exemplar och räknas av IUCN som critically endangered (akut hotad).